# Kerstin Berger
Kerstin Berger (3 de enero de 1916 - 23 de mayo de 2003) fue una actriz de nacionalidad sueca.

## Biografía
Nacida en Norrköping, Suecia, Berger era hija del gerente Erik Berger y de Ulla Kellin, y estuvo casada con el actor y director Gunnar Olsson. Estudió teatro con Julia Håkansson, y debutó en el cine en el año 1938.
Berger también tradujo al autor noruego Helge Krog, y publicó  una colección de poemas, Besöksdag (Wahlström & Widstrand, 1957).
Kertin Berger falleció en 2003 en Estocolmo, Suecia.

## Filmografía
- 1938 : Du gamla du fría
- 1938 : Snickar Folking tar semester
- 1939 : Frun tillhanda
- 1940 : Vi på Solgläntan
- 1941 : Lasse-Maja
- 1943 : Det går som en dans…
- 1956 : På heder och skoj
- 1967 : Turlis Abenteuer